# San Juan Nonualco
San Juan Nonualco es un distrito del municipio de La Paz Este del departamento de La Paz, ubicado en la zona central de El Salvador; y que formó junto a San Pedro y Santiago, una confederación nombrada  los Nonualcos.
Celebra las fiestas titulares en el mes de mayo en honor del Señor de la Caridad, las patronales en honor a San Juan Bautista el 24 de junio y las conmemorativa el 14 de junio a Fray Cosme, asimismo, tienen lugar otras tradiciones como la Danza del Tigre y el Venado, Las Palancas, Los Toritos del Jueves de Ascensión, La Procesión de los Pajaritos.

## Información general
El municipio cubre un área de 65.49 km² y la cabecera tiene una altitud de 190 m s. n. m. Las fiestas titulares se celebran en el mes de mayo en honor del Señor de la Caridad que coincide con la celebración del Día de la Cruz. Asimismo, tienen lugar otras tradiciones como la danza del tigre y el venado. Los Toritos del Jueves de Ascensión, La procesión de los Pajaritos, la comida típica es la chanfaina, el chilate o manjar blanco y atol de semilla de marañón.
Su primera Iglesia era de tipo barroco y fue destruida por el terremoto de 1633, en la actualidad cuenta con la Parroquia San Juan Bautista de arquitectura Románica moderna construida entre 1960 y 1985, a iniciativa de Fray Cosme Spessotto Zamuner y con la ayuda del filántropo Don Heriberto Contreras Bonilla.

## Historia
San Juan Nonualco forma, junto a San Pedro Nonualco y Santiago Nonualco, una confederación nombrada por misioneros españoles como nonualcos, que hacia el año 1550 totalizaban unos 1.300 habitantes junto a Santa María Ostuma. A partir del 21 de febrero de 1852 el poblado fue anexado al departamento de La Paz.

### Orígenes y Etimología
En el área geográfica que se extiende entre los ríos Jiboa y Lempa y entre la Cadena Costera y el Océano Pacífico (Departamento de La Paz), se estableció hacia el siglo XI o XII de la Era Cristiana el belicoso grupo nahua pipil de los nonualcos. La confederación de los nonualcos comprendía tres pueblos, que para diferenciarlos fueron denominados por los misioneros españoles con los nombres de San Juan, San Pedro y Santiago Nonualco. A la misma confederación pertenecían, en la época de la colonización hispánica, los pueblos de Santa María Ostuma, Zacatecoluca, Analco y Tecoluca. En  idioma náhuat, el toponímico Nonualco significa «lugar de mudos», pues proviene de nonual, ‘mudo, el que no habla bien’, y co, sufijo locativo. El idioma hablado por esta tribu era muy pobre en términos y giros, áspero y primitivo, a lo que alude el nombre con que fueron bautizados y reconocidos en los tiempos gentiles.

### Época Colonial

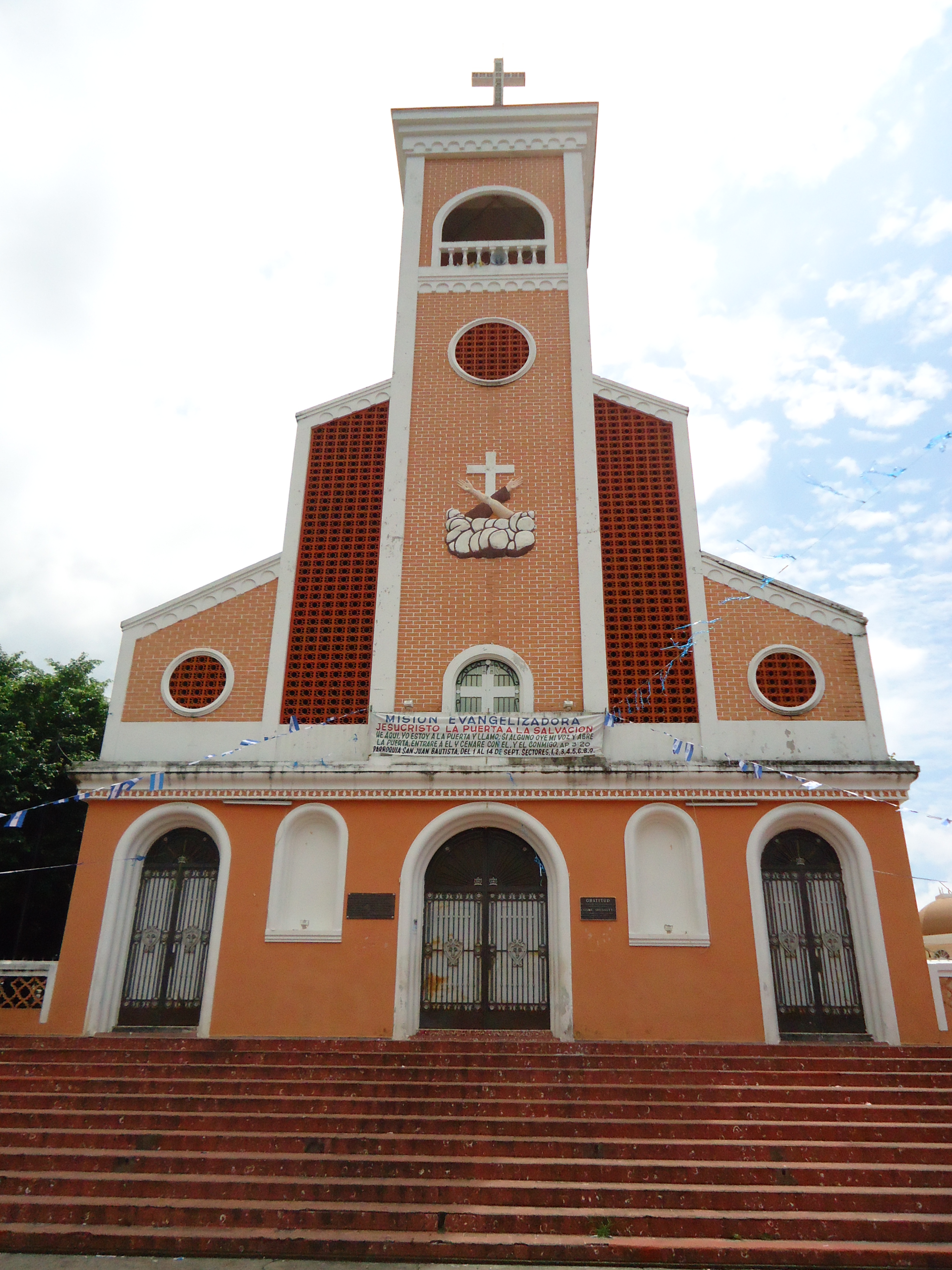
Iglesia Parroquial San Juan Bautista

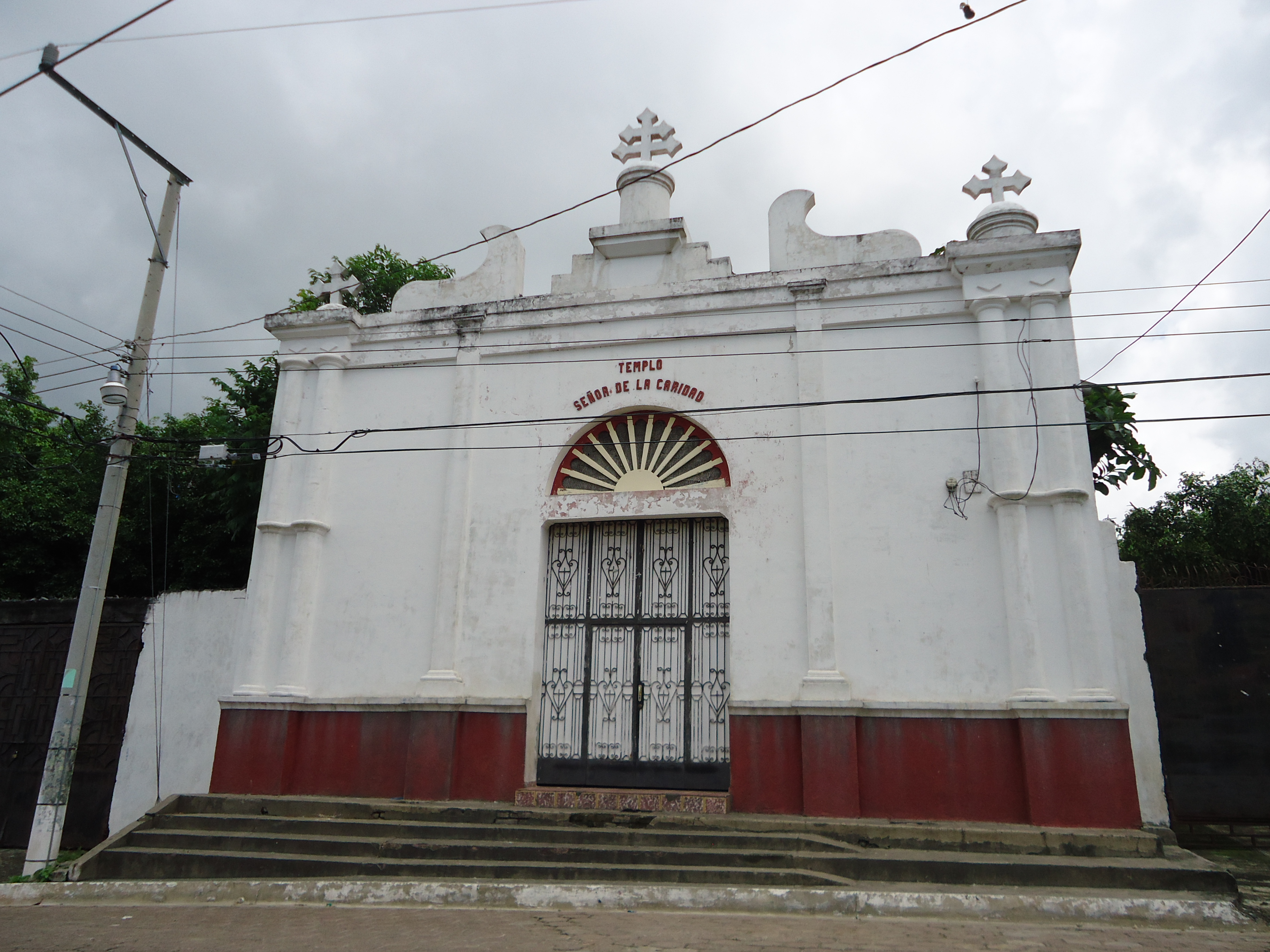
Templo del Señor de la Caridad

Los pueblos de San Juan, San Pedro y Santiago Nonualco tenían, en 1550, una población en conjunto que oscilaba alrededor de 1,300 almas. «A la falta de un alto volcán (el Chichontepec o volcán de San Vicente) -dice el oidor licenciado don Diego García de Palacio en 1576-, están cuatro lugares de indios llamados Nonualcos (incluye a Santa María Ostuma), donde de poco tiempo a esta parte se beneficia y cría cacao abundantísimamente, y en tanta cantidad que tanto por tanto excede a la provincia de los Izalco», que según ha anotado el mismo informante producía anualmente más de 50,000 cargas, valoradas en 500,000 pesos de oro de minas. Por San Juan Nonualco pasó, el 13 de mayo de 1586, el padre Comisario fray Alonso Ponce, de la Orden de San Francisco. En 1633 se edificó en este pueblo la primera iglesia para el culto católico. En 1740, según el alcalde mayor de San Salvador don Manuel de Gálvez Corral, tenía este pueblo 86 indios tributarios (unos 430 habitantes indígenas) Y 52 mulatos o ladinos. Estos últimos eran soldados de una compañía destinada para la guarda y custodia de la costa. En los años de 1745, 1752 y 1760 se llevaron a cabo las mesuras de sus tierras ejidales. Pertenecía en 1770 al curato de Santiago Nonualco, según el arzobispo don Pedro Cortés y Larraz, quien apunta que su población era de 163 familias con 661 personas, que éstas hablaban por lo común el náhuatl y el castellano y que no había escuela de primeras letras. Ingreso en 1786 en el partido de Zacatecoluca. En 1807, según el intendente don Antonio Gutiérrez y Ulloa, su población ascendía a 515 habitantes, repartidos étnicamente así: 412 indios y 103 ladinos, los que se dedicaban a cultivar maíz, semillas y caña de azúcar y crianza de ganado.

### Pos-independencia

#### Cambios de jurisdicción
Este pueblo perteneció de 1824 (12 de junio) a 1836 (9 de marzo) al departamento de San Vicente; de 1836 (9 de marzo) a 1838 (30 de junio) al Distrito Federal; de 1838 (30 de junio) a 1839 (19 de marzo) al departamento de San Vicente; de 1839 (19 de marzo) a 1842 (5 de abril) al departamento de La paz; de 1842 (5 de abril) a 1845 al departamento de San Vicente; de 1845 a 1847 (15 de marzo) al departamento de La paz; y de 1847 (15 de marzo) a 1852 (21 de febrero) al departamento de San Vicente. A partir de esta fecha es pueblo del departamento de La Paz.

#### Sucesos posteriores
El vecindario de este pueblo tomó parte muy activa en la insurrección de campesinos e indígena, a principios de 1833. 
En un informe de mejoras materiales del departamento de La Paz hecho en el 16 de enero de 1854, el gobernador Eustaquio Guirola tomó nota de que en San Juan Nonualco se hicieron algunos reparos a los empedrados del interior y a la parroquia y que la mayoría de trabajadores se ocupaban en la compostura del camino del Puerto de la Concordia. En el informe hecho en el 16 de mayo, el gobernador José Rafael Molina tomó nota de que se habían construido un empedrado en las calles del interior compuesto de 72 varas de largo y 6 de ancho, se había revocado y blanqueado el campanario de la iglesia y estaban reparados los caminos reales de la comprensión del municipio.
En 1858 este pueblo tenía una población de 2,199 habitantes, alojados en 201 casas con techumbre de palma y en 2 de teja pertenecientes a particulares.
Dos de los caseríos que menciona el informe estadístico de 1858, los de Obrajuelo y San Pedro Mártir, fueron desmembrados de la jurisdicción de San Juan Nonualco el 7 de marzo de 1882 para constituir el nuevo municipio de San Rafael (Obrajuelo). En 1890 tenía San Juan Nonualco 3,420 habitantes.

### Título de Villa
Siendo Presidente de la República el general Fernando Figueroa, la Asamblea Nacional Legislativa emitió el decreto de 20 de marzo de 1907, en virtud del cual se tituló villa al antiguo pueblo de San Juan Nonualco.

### Título de Ciudad
Cuatro décadas más tarde, durante la administración del general Salvador Castaneda Castro, la legislatura salvadoreña emitió el Decreto Legislativo de 29 de junio de 1946, por el que otorgó el título de ciudad a la villa de San Juan Nonualco.

## Arqueología
"Se supone -dice el informe municipal de 1858- que en el Llano de La Palma hubo una muchedumbre de habitadores por los innumerables vestigios o mojones de chozas que se ven en todas direcciones, pero no hay ruinas, ni restos de edificios que indiquen la residencia de un Cacique".

## Política y Gobierno Municipal

### Gobierno Municipal
Miembros que conforman el actual Concejo Municipal de San Juan Nonualco
La actual administración es dirigida por el alcalde Carlos Humberto, siendo su primer período frente de la comuna de San Juan Nonualco. En la siguiente tabla se toma como inicio de su mandato el 1 de mayo del 2021, y que finalizan en el año 2024.
     NI      ARENA
| Cargo                                             | Nombre                            | Inicio del mandato | Fin del mandato     | 'Partido' | 'Partido'    |
| ------------------------------------------------- | --------------------------------- | ------------------ | ------------------- | --------- | ------------ |
| Alcalde                                           | Carlos Humberto Martínez Barahona | 1 de mayo de 2021  | 30 de abril de 2024 |           | Nuevas Ideas |
| Síndico                                           | Claudia Mirtala Rivera Abarca     | 1 de mayo de 2021  | 30 de abril de 2024 |           | Nuevas Ideas |
| Regidor o Concejal                                |                                   |                    |                     |           |              |
| 1° Concejal Propietario                           | Lorena Noemy Hurtado Fernández    | 1 de mayo de 2021  | 30 de abril de 2024 |           | Nuevas Ideas |
| 2° Concejal Propietario                           | Ronan Baltazar Trinidad Melgar    | 1 de mayo de 2021  | 30 de abril de 2024 |           | Nuevas Ideas |
| 3° Concejal Propietario                           | Kenia Margarita Cubías Aguilar    | 1 de mayo de 2021  | 30 de abril de 2024 |           | Nuevas Ideas |
| 4° Concejal Propietario                           | Jesús Walberto Realegeño Fortín   | 1 de mayo de 2021  | 30 de abril de 2024 |           | Nuevas Ideas |
| 5° Concejal Propietario                           | José Guillermo Rodas Ramos        | 1 de mayo de 2021  | 30 de abril de 2024 |           | ARENA        |
| 6° Concejal Propietario                           | Ángel Ricardo Mena García         | 1 de mayo de 2021  | 30 de abril de 2024 |           | ARENA        |
| 1° Concejal Suplente                              | Nelson Eduardo Saravia Ramírez    | 1 de mayo de 2021  | 30 de abril de 2024 |           | Nuevas Ideas |
| 2° Concejal Suplente                              | Elmer Alexander Alfaro Alfaro     | 1 de mayo de 2021  | 30 de abril de 2024 |           | Nuevas Ideas |
| 3° Concejal Suplente                              | Karen Lissette Ramírez Martínez   | 1 de mayo de 2021  | 30 de abril de 2024 |           | Nuevas Ideas |
| 4° Concejal Suplente                              | Rafael Ortiz                      | 1 de mayo de 2021  | 30 de abril de 2024 |           | ARENA        |
| Fuente: Tribunal Supremo Electoral de El Salvador |                                   |                    |                     |           |              |

## Organización territorial
El Municipio de San Juan Nonualco está dividido territorialmente en:  Casco Urbano, el Distrito Norte y el Distrito Sur. El área Urbana se divide en 6 Barrios, 8 Colonias y 7 Lotificaciones; el Distrito Norte está dividido en 8 Cantones y 12 Caseríos; el Distrito Sur está dividido en 4 Cantones y 6 Caseríos.
TABLA DE JURISDICCIÓN DEL MUNICIPIO DE SAN JUAN NONUALCO CASCO URBANO.
| BARRIOS     | COLONIAS                         | LOTIFICACIONES                    |
| El Calvario | Fátima                           |                                   |
| San Antonio | Margaritas San Francisco Oviedo  | Los Galdámez Monte Verde Alvarado |
| Concepción  |                                  |                                   |
| San José    | San Juan                         |                                   |
| El Centro   | Miramar I Miramar II Miramar III | Miramar San Simón Santa Isabel    |
| Santa Rita  |                                  | Santa Rita                        |

TABLA DE JURISDICCIÓN DEL MUNICIPIO DE SAN JUAN NONUALCO DISTRITO NORTE
| CANTONES                | CASERÍOS                                                                       |
| San Antonio La Laguneta | Colonia Virgen De Fátima                                                       |
| Santiago De Chile       |                                                                                |
| San José El Salto       |                                                                                |
| Concepción El Pajal     | El Miedo Los Ángeles Los Abarca Los Chirinos Los Lobato La Chispa Los Urquilla |
| Las Delicias            |                                                                                |
| Tehuiste Arriba         | La Loma                                                                        |
| Tehuiste Abajo          |                                                                                |
| Tierra Colorada         | Los Domínguez Los Ortíz Los Suarez                                             |

TABLA DE JURISDICCIÓN DEL MUNICIPIO DE SAN JUAN NONUALCO DISTRITO SUR
| CANTONES       | CASERÍOS               |
| El Golfo       | El Salitral Las Garzas |
| La Longaniza   | El Pital El Cobanal    |
| Las Piedronas  | La Tortuga             |
| Los Zacatillos | El Sitio               |

## Geografía
San Juan Nonualco es un municipio del departamento de La Paz establecido por el Plan Nacional de Ordenamiento y Desarrollo Territorial, está ubicado en la zona central del país. Limita al norte con Guadalupe, San Vicente y el volcán Chichontepec; al este con Zacatecoluca; al sur con San Luis la Herradura; al oeste con Santiago Nonualco y San Rafael Obrajuelo; y al noroeste con San Pedro Nonualco.
Una de las características principales del municipio es la extensión geográfica la cual conecta con el prominente vocal Chichontepec en el Distrito Norte, donde la abundancia de recursos naturales es predominante dentro de los cuales se destacan diversos cerros, peñascos, entre otros.
El municipio está ubicado al oriente de una de las tres cadenas costeras que atraviesan el país en particular, la cadena montañosa de El Bálsamo que inicia en Armenia del departamento de Sonsonate y termina en el volcán de San Vicente.

### Suelos
Los suelos del municipio de San Juan Nonualco son poco evolucionados, es decir, formados por materiales similares a las formaciones de las zonas rocosas y aporta poca materia orgánica; en ese sentido, estos son poco permeables y poco aptos para actividades agrícolas. Los suelos próximos a la cima del volcán se han formado a partir de cenizas volcánicas (andisoles) y presentan mayor permeabilidad y aptitud para la agricultura lo que propicia una amplia variedad de vegetación y arboledas las cuales hacen de esa zona apta para diversos cultivos.
Clasificación Pedológica de los suelos en el Municipio de San Juan Nonualco (Paz, 2012)
| N. | CANTONES        | PEDOLOGÍA            |
| 1. | Las Delicias    | Andisoles            |
| 2. | El Chile        | Andisoles, Litosoles |
| 3. | El Golfo        | Andisoles, aluviales |
| 4. | El Pajal        | Andisoles            |
| 5. | El Salto        | Andisoles, Litosoles |
| 6. | La Laguneta     | Andisoles, Litosoles |
| 7. | La Longaniza    | Andisoles            |
| 8. | Las Piedronas   | Andisoles            |
| 9. | Los Zacatillos  | Andisoles            |
| 10. | Tehuiste Abajo  | Andisoles            |
| 11. | Tehusite Arriba | Andisoles            |
| 12. | Tierra Colorada | Andisoles            |
| Fuente: Ministerio de agricultura y ganadería. Dirección general de ordenamiento forestal, cuencas y riego. |                 |                      |

### Flora
En el territorio predominan los bosques húmedos subtropicales, que varían desde bosques muy húmedos en el norte, cerca de la cima del volcán, pasando por bosques húmedos transición a tropical en la parte baja del Distrito Norte, y en las zonas centro y sur. Las especies arbóreas más notables son el cedro, la ceiba, el cortés negro, el chichipate, el morro, el pepeto, el madrecacao, el pino, el chaparro, el nance, el roble, el níspero, el ojushte, y el ciprés.

### Clima
El clima de San Juan Nonualco particularmente es muy enriquecedor por su extensión geográfica, tiene el clima tropical de sabana. 
En el Distrito Norte se cuenta con clima fresco en todas las épocas del año esto debido su ubicación la cual está prácticamente en las faldas del volcán Chichontepec. Las comunidades se caracterizan por estar rodeadas de cafetales los cuales aportan al mantenimiento de temperaturas moderadas y frescas que rondan los 21 grados centígrados.
En la zona del casco urbano y distrito sur del municipio se caracteriza por la elevación de la temperatura por la cercanía con la zona costera y se cuenta con un clima cálido o clima caluroso y apenas hasta de moderada precipitación. La temperatura máxima promedio es 34 °C en marzo y de 31 °C en junio, septiembre y octubre. A continuación, se te presenta toda la información de los promedios mensuales de estadísticas climáticas están basados en los datos de los últimos 10 años.
TEMPERATURA Y PRECIPITACIÓN DEL MUNICIPIO DE SAN JUAN NONUALCO POR MES DE DÍA Y DE NOCHE.
| Parámetros climáticos promedio de San Juan Nonualco | Parámetros climáticos promedio de San Juan Nonualco | Parámetros climáticos promedio de San Juan Nonualco | Parámetros climáticos promedio de San Juan Nonualco | Parámetros climáticos promedio de San Juan Nonualco | Parámetros climáticos promedio de San Juan Nonualco | Parámetros climáticos promedio de San Juan Nonualco | Parámetros climáticos promedio de San Juan Nonualco | Parámetros climáticos promedio de San Juan Nonualco | Parámetros climáticos promedio de San Juan Nonualco | Parámetros climáticos promedio de San Juan Nonualco | Parámetros climáticos promedio de San Juan Nonualco | Parámetros climáticos promedio de San Juan Nonualco | Parámetros climáticos promedio de San Juan Nonualco |
| Mes                                                 | Ene.                                                | Feb.                                                | Mar.                                                | Abr.                                                | May.                                                | Jun.                                                | Jul.                                                | Ago.                                                | Sep.                                                | Oct.                                                | Nov.                                                | Dic.                                                | Anual                                               |
| --------------------------------------------------- | --------------------------------------------------- | --------------------------------------------------- | --------------------------------------------------- | --------------------------------------------------- | --------------------------------------------------- | --------------------------------------------------- | --------------------------------------------------- | --------------------------------------------------- | --------------------------------------------------- | --------------------------------------------------- | --------------------------------------------------- | --------------------------------------------------- | --------------------------------------------------- |
| Temp. máx. abs. (°C)                                | 33                                                  | 33                                                  | 34                                                  | 33                                                  | 32                                                  | 31                                                  | 33                                                  | 32                                                  | 31                                                  | 31                                                  | 32                                                  | 32                                                  | '                                                   |
| Temp. mín. abs. (°C)                                | 20                                                  | 21                                                  | 22                                                  | 23                                                  | 23                                                  | 22                                                  | 22                                                  | 22                                                  | 22                                                  | 21                                                  | 20                                                  | 20                                                  | '                                                   |
| Precipitación total (mm)                            | 2                                                   | 7                                                   | 9                                                   | 45                                                  | 139                                                 | 141                                                 | 99                                                  | 140                                                 | 166                                                 | 182                                                 | 48                                                  | 8                                                   | 986                                                 |
| Días de lluvias (≥ 1 mm)                            | 2                                                   | 5                                                   | 8                                                   | 17                                                  | 28                                                  | 26                                                  | 25                                                  | 26                                                  | 29                                                  | 26                                                  | 14                                                  | 5                                                   | 211                                                 |
| [cita requerida]                                    |                                                     |                                                     |                                                     |                                                     |                                                     |                                                     |                                                     |                                                     |                                                     |                                                     |                                                     |                                                     |                                                     |

Fuente:.World Meteorological Organization.
| MESES      | TIEMPO PARA SAN JUAN NONUALCO |
| ENERO      | La máxima promedio es 33° durante enero en San Juan Nonualco y la mínima es alrededor de 20°. En enero llueve durante 2 días un total de 2 mm y el Durante este mes hay 29 días secos en San Juan Nonualco.            |
| FEBRERO    | La máxima promedio es 33° durante febrero en San Juan Nonualco y la mínima es alrededor de 21°. En febrero llueve durante 5 días un total de 7 mm y el Durante este mes hay 23 días secos en San Juan Nonualco.        |
| MARZO      | La máxima promedio es 34° durante marzo en San Juan Nonualco y la mínima es alrededor de 22°. En marzo llueve durante 8 días un total de 9 mm y el Durante este mes hay 23 días secos en San Juan Nonualco.            |
| ABRIL      | La máxima promedio es 33° durante abril en San Juan Nonualco y la mínima es alrededor de 23°. En abril llueve durante 17 días un total de 45 mm y el Durante este mes hay 13 días secos en San Juan Nonualco.          |
| MAYO       | La máxima promedio es 32° durante mayo en San Juan Nonualco y la mínima es alrededor de 23°. En mayo llueve durante 28 días un total de 139 mm y el Durante este mes hay 3 días secos en San Juan Nonualco.            |
| JUNIO      | La máxima promedio es 31° durante junio en San Juan Nonualco y la mínima es alrededor de 22°. En junio llueve durante 26 días un total de 141 mm y el Durante este mes hay 4 días secos en San Juan Nonualco.          |
| JULIO      | La máxima promedio es 33° durante julio en San Juan Nonualco y la mínima es alrededor de 22°. En julio llueve durante 25 días un total de 99 mm y el Durante este mes hay 6 días secos en San Juan Nonualco.           |
| AGOSTO     | La máxima promedio es 32° durante agosto en San Juan Nonualco y la mínima es alrededor de 22°. En agosto llueve durante 26 días un total de 140 mm y el Durante este mes hay 5 días secos en San Juan Nonualco.        |
| SEPTIEMBRE | La máxima promedio es 31° durante septiembre en San Juan Nonualco y la mínima es alrededor de 22°. En septiembre llueve durante 29 días un total de 166 mm y el Durante este mes hay 1 día secos en San Juan Nonualco. |
| OCTUBRE    | La máxima promedio es 31° durante octubre en San Juan Nonualco y la mínima es alrededor de 21°. En octubre llueve durante 26 días un total de 182 mm y el Durante este mes hay 5 días secos en San Juan Nonualco.      |
| NOVIEMBRE  | La máxima promedio es 32° durante noviembre en San Juan Nonualco y la mínima es alrededor de 20°. En noviembre llueve durante 14 días un total de 48 mm y el Durante este mes hay 16 días secos en San Juan Nonualco.  |
| DICIEMBRE  | La máxima promedio es 32° durante diciembre en San Juan Nonualco y la mínima es alrededor de 20°. En diciembre llueve durante 5 días un total de 8 mm y el Durante este mes hay 26 días secos en San Juan Nonualco.    |

Fuente:.World Meteorological Organization.

### Hidrografía
San Juan Nonualco es un municipio que también se caracteriza por contar con una serie de vertientes, ríos y quebradas que recorren principalmente en dirección norte-sur, favoreciendo la filtración de agua en la zona del volcán Chichontepec lo cual enriquecen los mantos acuíferos, dentro de esos se encuentran los ríos Huiscoyolapa o Pital, Achinca, Tepetayo, y como ríos secundarios El río Amayo, Amayito y Zapotitán.
Así mismo, cuenta con 12 quebradas dentro de las cuales están La Arenera, Ausingo. Honda, de Mapa, Los Obrajes, El Diablo, Los Tecomates, Honda o del Diablo, Las Escaleras, Seca, Amayito, y El Campanario; también cuenta con 2 cañadas las cuales se denominan Laguna Gutierres y San Jacinto. Además, al Sur del municipio se cuenta con 2 lagunas las cuales son la Laguna del Gallo ubicada en el Cantón La longaniza, y La Cebolla ubicada en el Cantón El Salitral.

### Orografía
Entre las elevaciones más predominantes del municipio de San Juan Nonualco se encuentran el volcancito y el cerro los amates ubicados en el cantón San Antonio La Laguneta, así como, el campanario y el despeñadero ubicados en Santiago de Chile. Dichos lugares por su dimensión geográfica son atractivos turísticos para los amantes de la naturaleza y de los bellos paisajes que se aprecian por estar a varios metros sobre el nivel del mar

## Demografía
El Municipio de San Juan Nonualco tiene 18,068 habitantes, de los cuales 8,542 (47.28%) son mujeres; 9,526 (52.72%) son hombres, 11,999 personas viven en la zona urbana y 6,069 en la zona rural. Ocupa el séptimo lugar en la categoría del Municipio más poblado del Depto. La Paz. Durante la vigencia del presente plan (2014-2015) se estima un crecimiento poblacional de 1,9313. Según el SIBASI de Zacatecoluca Paz el Municipio al 2013 era de 18,396. La mayor concentración según el SIBASI se ubica en el rango de 18 a 30 años con 4,154. Mientras que la población de 11 a 17 años es de 2,682.

## Cultura, fiestas y tradición

### Fiestas
San Juan Nonualco celebra tres tipos de fiestas mayores que son:
Fiestas Titulares
Las fiestas titulares se celebran en Honor al Señor de La Caridad (Cristo mismo bajo la advocación de la Caridad) del 1 al 3 de mayo, festividad que coincide con el Día de La Cruz, fechas en las cuales se celebran la tradicional Danza del Tigre y El Venado y Las Palancas
Fiestas Patronales
Estas fiestas se celebran en honor a San Juan Bautista y se lleva a cabo el 24 de junio
Fiestas Conmemorativas
El 14 de junio conmemora el martirio del sacerdote franciscano Fray Cosme Spessotto Zamuner

### Tradiciones
Danza del Tigre y el Venado se ejecuta durante los meses de abril y mayo en el marco de las fiestas en honor al Señor de la Caridad y del Día de la Cruz en el municipio de San Juan Nonualco. Esta manifestación cultural es la representación del milagro concedido por el Señor de la Caridad, que cuenta la historia de un matrimonio que ve amenazadas sus vidas al salir de caza. En la representación de la Danza del Tigre y del Venado participan cuatro danzantes y un tamborero; los personajes son: el Viejo, la Vieja, el Tigre y el Venado. La danza inicia con el sonido del tambor y con pasos avanzan los personajes simulando una escena de caza. El Tigre persigue al Venado emitiendo rugidos y movimientos de ataque, el Venado grita y agita el cuero que lleva encima de su cuerpo y esquiva al Tigre. El Viejo y la Vieja también son acechados; con las armas que lleva el Viejo (fusil) y la Vieja (arco y flecha) persiguen al Tigre con dificultades y enfrentamientos para darle muerte; El tigre se lanza sobre el Venado tirándolo al suelo quedando sobre él. La vieja aprovecha para dispararle dejándolo muerto y esta acción permite al Venado escapar; el Viejo y la Vieja examinan al Tigre para asegurarse que está muerto, laVieja le da el tiro de gracia y el Tigre se mueve simulando los últimos estertores. Al Venado se le deja vivo ya que representa el milagro cumplido que el Señor de la Caridad les envió para salvarlos. Posteriormente da inicio el descuartizamiento y reparto del Tigre, que es recitado por el Viejo, repitiendo la Vieja consecutivamente lo que el Viejo va diciendo. Esta parte de la representación consiste en repartir las partes del Tigre con chistes y críticas humorísticas a las autoridades locales, asistentes, dueños de la casa, personajes que existieron y que han prevalecido en el reparto desde los inicios de la danza. Esta representación es ejecutada en varias ocasiones durante el transcurso de las fiestas en honor al Señor de la Caridad y la Santa Cruz.
Las Palancas son un tradicional desfile religioso de palancas que se lleva a cabo el Día de la Cruz son enormes cruces elaboradas de bambú, adornadas con frutas, para celebrar el Día de la Cruz, que cada año se hace de cargo un Mayordomo y Tenance en cada barrio y mientras algunos esperan el paso de la enorme cruz, los mayordomos y tenances de cada barrio, finalizan los preparativos para su salida en cada Ermita, las cuales son: El Calvario, Concepción, San José, San Antonio, Sangre de Cristo (El Centro), Santa Rita. Mayordomos y tenances reciben esta denominación las personas que se encargan de la organización del evento; dos meses antes empiezan con la recaudación de fondos económicos.
Pelea de Toros de Jueves de Ascensión año con año cada Jueves de Ascensión en San Juan Nonualco se lleva a cabo La Pelea de Toros, esta es una tradición propia de dicho municipio y que ha venido evolucionando con los años, recuerdo que en mi niñez las peleas eran por la noche, los toritos: estructuras hechas de madera en forma de toro en la que una persona se introduce y pelea con fuerza bruta contra otra que también esta dentro de su propio torito y del combate cuerpo a cuerpo el primer torito en tocar el suelo es el perdedor, la tradición original es que en la noche van los toritos de barrio en barrio retando al torito del barrio contrario, el que vence va avanzando hasta ser el ganador, en los últimos años se hizo una variante que se hace un torneo en el estadio municipal, donde se reúnen todos y pelean ahí.

## Actividad económica
Las principales actividades económicas del municipio son las ventas de comida, panadería, restaurantes, algunos negocios de electrodomésticos y de mecánica automotriz. También sobresale por la producción artesanal, ofrecen sus productos elaborados en barro, como son las conocidas Lozas.
Los sectores económicos más representativos de la población son: el comercio, los servicios (también conocido como sector terciario y que engloba todas aquellas actividades económicas cuya funcionalidad no incluye la producción de bienes y que incluye todos aquellos trabajos relacionados con servicios bancarios, clínicos, finanzas y los servicios públicos que ofrecen la educación, sanidad, atención jurídica y servicios policiales). Se cuentan además con los siguientes servicios: la agroindustria, electricidad, construcción, a los cuales pertenecen un sector pequeño de la población.
De acuerdo al censo de población y vivienda realizado en el 2007 el municipio en ese año el 34.02 % de los habitantes respondieron afirmativamente sobre tener un empleo. Mientras el 46.85 % de los habitantes dijeron no tener empleo alguno y el 19.12 % no respondieron. Las actividades laborales que más sobresalen de este sector económico son: la agricultura, ganadería, caficultura; los cuales son seguidos por la pesca, que son actividades laboradas por un pequeño porcentaje de la población trabajadora de este sector ubicados en la zona sur y norte del municipio.

### Agricultura y ganadería
Entre los productos más cultivados sobresalen: el maíz, frijol, maicillo, café, la caña de azúcar, la yuca, el pipián, ayote, gran variedad de frutas, nueces y plantas para la elaboración de bebidas como la horchata. En el municipio se crían ganado caprino, bovino, porcino, equino y vacuno. Además, la cría de granja avícola tales como el pavo, la gallina, patos gansos, pichiches entre otras diversidades de aves.

#### Iniciativas económicas rurales con mayor potencial de desarrollo
Se realiza desde el año 2000, en un área cultivable de 50 manzanas y participan en total 60 familias. El nivel de ingresos es medio y se caracteriza por la poca acumulación económica. No hay una instancia de dirección, pero llevan una contabilidad formal. La producción se vende a una empresa que se encarga de su exportación, la actividad es más rentable que otras de la zona. La tecnología es convencional mecanizada, con uso de agroquímicos que tienen impacto negativo en el medio ambiente. La incorporación de las personas está creciendo.

#### Ganadería de Leche Cantón Tehuiste Arriba.
Esta actividad se realiza desde hace 50 años e involucra a hombres adultos y familias completas. No se expresó el nivel de ingresos, llevan contabilidad formal y planifican las actividades. La iniciativa es considerada menos rentable en comparación con otras iniciativas de la zona. La producción es ofrecida en el cantón, se trabaja con ganadería extensiva, amigable con el medio ambiente en tanto que el estiércol se utiliza para abonar el suelo. La incorporación de personas es creciente año con año.

### Comercio
Para el comercio local existen bazares, tiendas, panaderías, mercado municipal, restaurantes, moteles, ventas de cereales, carwash y talleres automotrices entre otros. Su comercialización se realiza con las otras cabeceras departamentales y los municipios vecinos tales como: Santiago Nonualco, San Rafael Obrajuelo y Zacatecoluca. Según el Departamento de Catastro de la Municipalidad de San Juan Nonualco, existen 157 establecimientos urbanos que declaran distintas actividades económicas, a los mismos deben sumarse 56 pequeños establecimientos instalados en el mercado municipal. La organización de los establecimientos según rama económica a la que pertenecen, permite reportar, que 64.5 % de los mismos son de la rama comercio, restaurantes y hoteles; el 17.5 % industria manufacturera; el 9.0 % servicios comunales, sociales y personales; el 6.0 % transporte, almacenamiento y comunicaciones; y 3.0 % otros

### Construcción
La tercera parte de trabajadores de este subsector se dedica a la construcción infraestructural y a obras de ingeniería civil; mientras que el resto se dedica al acondicionamiento y terminación de los edificios y a la preparación del terreno para la construcción. 
Las rutas de buses públicos como la R-92 conduce desde San Rafael pasando por San Juan Nonualco hasta llegar a Zacatecoluca; la R-512 recorre desde Zacatecoluca, San Juan Nonualco, hasta San Pedro Nonualco; La R-193 que recorre Zacatecoluca, San Juan Nonualco, hasta la Costa de Sol; y la R-133 que recorre desde Zacatecoluca, pasando por San Juan Nonualco, hasta San Salvador. Así también como el transporte municipal (mototaxis) recorren las rutas Centro hacia los Zacatillos, y Centro hacia las Delicias. Servicio de transporte de pick-ups y camiones que operan entre el casco urbano y la zona rural.

## Deporte
San Juan Nonualco posee tres campos deportivos, entre ellos están
1. Estadio Municipal Neo Pipil
2. Cancha Municipal de Basquetbol
3. Cancha Municipal de Fútbol Rápido

El equipo de fútbol municipal es el Club Deportivo Neo Pipil